# Leopoldo Ortiz
Leopoldo Ortiz Moya fue un historietista español (Cartagena, 11 de septiembre de 1930 – 22 de septiembre de 2012) hermano del también dibujante José Ortiz. Desde los años ochenta, se dedicó a la publicidad.

## Obra
| Años | Título                            | Guionista                 | Tipo   | Publicación          |
| ---- | --------------------------------- | ------------------------- | ------ | -------------------- |
| 1953 | El Príncipe Pablo                 | Pablo Gago                | Serial | Maga                 |
| 1954 | Dan Barry, el Terremoto núm. 1-47 | José Ortiz                | Serial | Maga                 |
| 1954 | Terciopelo Negro                  | Federico Amorós           | Serial | Maga                 |
| 1955 | Carlos de Alcántara               | Leopoldo Ortiz            | Serial | Maga                 |
| 1958 | Audaces Legionarios               | Juan Antonio de Laiglesia | Serial | Maga                 |
| 1958 | El Caballero de la Rosa           | Leopoldo Ortiz            | Serial | Maga                 |
| 1958 | Jungla                            | Pedro Quesada             | Serial | Maga                 |
| 1959 | Bengala                           | Pedro Quesada             | Serial | Maga                 |
| 1965 | Flecha Roja                       | Pedro Quesada             | Serie  | Pantera Negra (Maga) |
| 1968 | Policía en acción                 |                           | Serie  | Españolín            |
| 1981 | Shi-Kai                           | Carlos Echevarría         | Serie  | Kung-Fu              |